# نای نی
 نای نی نام یک آلبوم موسیقی اثر حسن کسایی، هنرمند ایرانی است که در سبک  سنتی تهیه شده و دارای ۱۳ آهنگ است.

## فهرست آهنگ‌ها
| ردیف | آهنگ               |
| ۱    | شور و شهناز        |
| ۲    | آواز ابوعطا        |
| ۳    | دستگاه همایون      |
| ۴    | آواز بیات اصفهان   |
| ۵    | دستگاه شور         |
| ۶    | دستگاه راست پنجگاه |
| ۷    | بختیاری            |
| ۸    | دستگاه همایون      |
| ۹    | آواز بیات ترک      |
| ۱۰   | دستگاه چهارگاه     |
| ۱۱   | آواز بیات اصفهان   |
| ۱۲   | مخالف سه گاه       |
| ۱۳   | آواز بیات ترک      |